# Mestna avtobusna linija št. 18 (Ljubljana)
Mestna avtobusna linija številka 18 KOLODVOR – CENTER STOŽICE P+R je ena izmed 33 avtobusnih linij javnega mestnega prometa v Ljubljani. Do uvedbe novih kratkih avtobusnih linij št. 23 in 24 je bila tudi najmanj obremenjena avtobusna linija. Do podaljšanja linije do centra mesta in Bežigrada se je z njo letno prepeljalo približno 109.000 potnikov, danes pa prepelje okoli 771.000 potnikov.  Povezuje P+R parkirišče v Stožicah, industrijsko cono Šiška ter živalski vrt (ZOO) s centrom mesta in glavno avtobusno in železniško postajo.

## Zgodovina
Po izgradnji nove ceste preko železniške proge Ljubljana – Jesenice, ki so jo poimenovali Verovškova ulica, so ob njej začeli postavljati prve industrijske in poslovne prostore (začetek 70. let 20. stol.). Zaradi velikega števila novih delovnih mest se je kmalu pokazala potreba po povezavi tega predela Ljubljane z mestno avtobusno progo. Tako so leta 1976 odprli progo št. 18 Tovarna Lek – Bavarski dvor. Progo so 1. oktobra istega leta podaljšali do Rakovnika (oznaka Tovarna Lek – Krim). Progo so po krajšem času z Rakovnika ponovno vrnili do Bavarskega dvora (Tovarna Lek – Bavarski dvor), ker se je prekrivala s traso proge št. 3, ustrezno pa ni bilo niti obračališče Krim. Tudi v taki obliki je proga obratovala krajši čas, saj so jo v prvi polovici 80. let 20. stoletja ponovno skrajšali, tokrat do postajališča Kino Šiška na Celovški cesti. Traso so speljali mimo cerkve sv. Frančiška, pred katero je bilo urejeno postajališče.
V vseh teh letih je proga kljub spremembam obratovala le v času jutranje in popoldanske prometne konice. Leta 1993 so zaradi velikega prometa na zahtevo župnije Ljubljana - Šiška Verovškovo ulico prekategorizirali v enosmerno ulico, zato so traso proge preusmerili v sosednjo Aljaževo ulico mimo Gimnazije Šiška. Z večjimi spremembami mestnega prometa novembra 2003 pa so na progi ob delavnikih uvedli celodnevno obratovanje avtobusov med 5.20 in 20.00. V taki obliki je linija 18 zadnjič obratovala 24. junija 2014.
26. junija 2014 je bila linija št. 18 izpred tovarne Lek podaljšana do Športnega parka Stožice, kjer je urejeno parkirišče Parkiraj in se pelji (P+R). Trasa na drugem koncu po novem obide Spodnjo Šiško; avtobusi vožnjo nadaljujejo po Litostrojski in Šišenski cesti ter po Večni poti preko Živalskega vrta (ZOO) po severni in zahodni strani Rožnika povezujejo Zgornjo Šiško s kolodvorom. Namen podaljšanja je bila razbremenitev parkirnih površin na območju Bežigrada in industrijske cone Šiška ter zagotoviti redno avtobusno povezavo študentom in zaposlenim na Biotehniški fakulteti (BF), Fakulteti za kemijo in kemijsko tehnologijo (FKKT), Fakulteti za računalništvo in informatiko (FRI), obiskovalcem Živalskega vrta ter prebivalcem naselij Draga, Mostec in Koseze zagotoviti dodatno povezavo do centra mesta. Istega dne je prenehala z obratovanjem linija št. 23, saj je bila po njeni celotni trasi speljana podaljšana linija št. 18. Ob nedeljah in praznikih je bila uvedena skrajšana linija 18L, ki obratuje na relaciji Kolodvor - Litostrojska (bivše obračališče linij 3 in 3B).
Po mesecu dni obratovanja so 28. julija končno postajališče v centru mesta prestavili s postajališča Kolodvor na glavno avtobusno postajo (AP Ljubljana), v neposredno bližino perona št. 29. 
Z uvedbo zimskega voznega reda 1. septembra 2014 so na liniji končali testno obratovanje. V tem času je s podaljšano linijo potovalo okoli 13.000 potnikov, kar je za 42% več kot v enakem obdobju lani na nekdanjih trasah linij št. 18 in 23 skupaj. 19. septembra je v sklopu Evropskega tedna mobilnosti sledilo uradno odprtje podaljšane linije. Z začetkom študijskega leta se je število potnikov močno povečalo, zato se je v času prometnih konic po potrebi uvajalo dodatne avtobuse na trasi Kolodvor - Živalski vrt, saj avtobusi na redni trasi niso bili sposobni prepeljati vseh potnikov. S 13. oktobrom 2014 je linija 18L začela obratovati tudi med delovniki.
S 1. septembrom 2015 je linija 18 začela obratovati po spremenjeni trasi v predelu Bežigrada. Linija namesto ob severno obvoznici sedaj zavije na Slovenčevo, Ulico 7. septembra ter na Dunajsko, kjer pot nadaljuje po redni trasi. Linijo so tako približali šolarjem OŠ Danile Kumar.

## Trasa
Linija 18
- smer KOLODVOR – CENTER STOŽICE P+R: Trg OF - Slovenska cesta - Šubičeva ulica - Prešernova cesta - Erjavčeva cesta - Cesta 27. aprila - Večna pot - Šišenska cesta - Litostrojska cesta - Ulica Alme Sodnik - Magistrova ulica - Verovškova ulica - Slovenčeva ulica - Ulica 7. septembra - Dunajska cesta - Baragova ulica - Božičeva ulica - Štajerska cesta - servisna cesta (končno postajališče).
- smer CENTER STOŽICE P+R – KOLODVOR: servisna cesta (končno postajališče) - Štajerska cesta - Božičeva ulica - Baragova ulica - Dunajska cesta - Ulica 7. septembra - Slovenčeva ulica - Verovškova ulica - Magistrova ulica - Ulica Alme Sodnik - Litostrojska cesta - Šišenska cesta - Večna pot - Cesta 27. aprila - Erjavčeva cesta - Prešernova cesta - Šubičeva ulica - Slovenska cesta - Trg OF.

Linija 18L
- smer KOLODVOR – LITOSTROJSKA: Trg OF - Slovenska cesta - Šubičeva ulica - Prešernova cesta - Erjavčeva cesta - Cesta 27. aprila - Večna pot - Šišenska cesta - Litostrojska cesta - Cesta Ljubljanske brigade.
- smer LITOSTROJSKA – KOLODVOR: Cesta Ljubljanske brigade - Litostrojska cesta - Šišenska cesta - Večna pot - Cesta 27. aprila - Erjavčeva cesta - Prešernova cesta - Šubičeva ulica - Slovenska cesta - Trg OF.

- smer KOLODVOR – LITOSTROJ: Trg OF - Slovenska cesta - Šubičeva ulica - Prešernova cesta - Erjavčeva cesta - Cesta 27. aprila - Večna pot - Šišenska cesta - Litostrojska cesta.
- smer LITOSTROJ – KOLODVOR: Litostrojska cesta - Šišenska cesta - Večna pot - Cesta 27. aprila - Erjavčeva cesta - Prešernova cesta - Šubičeva ulica - Slovenska cesta - Trg OF.

## Režim obratovanja
Linija obratuje ob delavnikih, sobotah in nedeljah in praznikih: 
- Linija 18 KOLODVOR – CENTER STOŽICE P+R obratuje ob delavnikih in sobotah.

- Linija 18L KOLODVOR – LITOSTROJSKA/LITOSTROJ obratuje ob delavnikih ter nedeljah in praznikih. Njen namen je pogostejša povezava centra mesta in Zgornje Šiške s fakultetami v bližini živalskega vrta. V jutranji konici se določene odhode na liniji kombinira z zgibnimi avtobusi drugih linij. Zadnji trije nedeljski odhodi (20.27, 21.20, 22.06) izpred Kolodvora obratujejo podaljšano do obračališča Litostroj (obračališče linij 3 in 3B), za zagotovitev prevoza do dijaških domov na Litostrojski.

### Preglednice časovnih presledkov v minutah
| interval (minute) |              |              |               |               |
|                   | 1.9. - 25.6. | 1.9. - 25.6. | 26.6. - 31.8. | 26.6. - 31.8. |
| ura \ št. linije  | 18           | 18L          | 18            | 18L           |
| 5.00 - 6.00       | 20           | -            | 35            | -             |
| 6.00 - 6.30       | 12-14        | -            | 30            | -             |
| 6.30 - 7.20       | 12-14        | -            | 30            | -             |
| 7.20 - 8.00       | 12-14        | 10-14        | 35            | -             |
| 8.00 - 13.30      | 28           | 28           | 35-40         | -             |
| 13.30 - 16.15     | 20-25        | 10-14        | 35            | -             |
| 16.15 - 20.00     | 30-35        | -            | 35-40         | -             |
| 20.00 - 21.45     | 30           | -            | 35            | -             |

| interval (minute) |          |     |
|                   | vse leto |     |
| ura \ št. linije  | 18       | 18L |
| 5.40 - 8.00       | 40-45    | -   |
| 8.00 - 11.00      | 50       | -   |
| 11.00 - 13.20     | 50       | -   |
| 13.20 - 15.00     | 50       | -   |
| 15.00 - 20.30     | 50-55    | -   |

| interval (minute) |          |     |
|                   | vse leto |     |
| ura \ št. linije  | 18       | 18L |
| 8.30 - 16.30      | -        | 60  |
| 16.30 - 19.30     | -        | 50  |
| 19.30 - 22.05     | -        | 50  |

- V primeru prireditev na Trgu republike imata liniji 18 in 18L predvidljiv stalni obvoz, in sicer z redne trase s Slovenske ceste na Gosposvetsko cesto, Bleiweisovo cesto, Šubičevo ulico in Prešernovo cesto.